# Cyryl Szumlański
Cyryl Szumlański (zm. 1726) – duchowny greckokatolicki, bazylianin, następnie prawosławny, archimandryta dermański w 1711 roku.

## Życiorys
Syn Atanazego Szumlańskiego. Od 1703 generalny oficjał przy biskupie lwowskim i kamienieckim, swoim stryju, Józefie Szumlańskim. W 1711 nominowany na ordynariusza łucko-ostrogskiego. Przeszedł na prawosławie w 1715 i objął urząd biskupa perejasławskiego.